# Martin Heidegger
Martin Heidegger, nemški filozof, * 26. september 1889, Meßkirch, Baden-Württemberg, Nemčija, † 26. maj 1976, Freiburg, Baden-Württemberg.
Heidegger je eden najpomembnejših sodobnih nemških in evropskih filozofov. Študiral je na Univerzi v Freiburgu pod mentorstvom Edmunda Husserla, utemeljitelja filozofske smeri fenomenologije. Tam je leta 1928 postal profesor. Imel je neizmeren vpliv na številne filozofe in filozofske usmeritve, ki so prišle za njim. Njegova dela veljajo za temelje eksistencializma, dekonstruktivizma, hermenevtike in postmodernizma. Nekateri izmed njegovih študentov so bili Hans-Georg Gadamer, Hans Jonas, Emmanuel Levinas, Hannah Arendt, Leo Strauss, Xavier Zubiri in Karl Löwith. Po drugi strani je seznam tistih, ki so njegovo filozofijo študirali in jo vključevali v svoja dela še daljši, med njimi so tako zveneča imena kot je Maurice Merleau-Ponty, Jean-Paul Sartre, Jacques Derrida, Michel Foucault, Jean-Luc Nancy in Philippe Lacoue-Labarthe in še mnogo ostalih. 

## Življenje
Martin Heidegger se je rodil 26. septembra 1889 v Meßkirchu, kot prvi izmed treh otrok Fredricha in Johanne Heidegger. Oče, sodar in cerkovnik, je umrl leta 1924 in ni nikoli doživel sinovega filozofskega preboja. Mati mu je umrla leta 1927. Martin Heidegger ji je na smrtno posteljo položil izvod svojega ravno tedaj izdanega dela Biti in čas. 
Svoje šolanje je začel na gimnaziji v mestu Konstanz, a se je kasneje prešolal na gimnazijo v Freibergu. Ker njegova družina ni imela dovolj denarja, da bi ga poslala na študij filozofije, se je nameraval preko šolanja pri jezuitskemu redu  v Tisisu v Avstriji pridružiti omenjenemu redu, a so njegovo prošnjo so zavrnili. Odločil se je za študij teologije na Univerzi Alberta-Ludwiga v Freiburgu. Med študijem je začel predavati in objavljati dela, prvič pa se je tudi srečal z deli Edmunda Husserla. Predstojniki so mu svetovali naj raje kot teologijo študira matematiko in filozofijo. V Freiburgu in na omenjeni univerzi je ostal do konca življenja ter vztrajno zavračal ugodnejše ponudbe za profesuro na eminentnejših nemških univerzah. 
Marca leta 1917 se je poročil z Elfride Petri, kmalu za tem pa se je pridružil nemški vojski. Vpoklicali so ga in ga poslali na vojaško usposabljanje v bližino rodnega mesta Maßkircha. V desetih mesecih je bil povišan v desetarja, a je moral vojsko kmalu zapustiti zaradi zdravstvenih razlogov.
Leta 1919 je postal Husserlov asistent in uspel kot profesor filozofije. Predaval je s kolegom Karlom Jaspersom, s katerim je še vrsto let ohranil stike. V tem času se mu je rodil drugi sin Hermann, privzdignjen pa je bil v izrednega člana Univerze v Marburgu, kjer je leta 1927 napisal prvi del svojega najbolj znanega dela Bit in čas (drugi del ni nikoli izšel). Heidegger je bil prisiljen k nagli izdaji knjige, da bi obdržal svoj položaj na marburški univerzi. 
Tam je prav tako spoznal študentko Hannah Arendt, s katero sta pozneje postala ljubimca. Svojo ljubezensko afero je kasneje priznal ženi. Vendar se je Hanna, katero je imel Heidegger za strast njegovega življenja, kasneje zapletla v razmerje z drugimi moškimi, in s tem se je njuna skupna pot končala. 
Leta 1933 je bil Heidegger imenovan za rektorja na Freiburški univerzi. Leto pozneje je odstopil od poklica zaradi spora z osebjem in nacističnimi uradniki. Prav tako je bil od leta 1933 do 1945 vključen v Nacistično stranko, čeprav njegova vloga v tej stranki še ni povsem jasna. Njegov učitelj Husserl pa je bil Jud, ali vsaj na pol Jud, zato se mu je Heidegger javno odrekel. Leta 1945 je francoska vojna vlada Heideggerju prepovedala predavanje ali učiteljevanje na kateri koli univerzi in s tem je bilo njegove učiteljske poti konec. Čeprav je še naprej pisal in nastopal, je leta 1946 doživel živčni zlom in se leta 1952 upokojil.
Po prepovedi učiteljevanja je spoznal švicarskega psihoanalitika in psihiatra Medarda Bossa, s katerim je zasnoval eksistencialističen osnutek psihoterapije, ti. Daseinsanalyse. Heidegger je upal, da bo z Bossovo prizadevnostjo njegovo filozofijo v psihologiji lahko predstavil širši množici in jim s tem pomagal pri težavah ter iskanju rešitev. 
Zaradi Heideggerjevega razmišljanja o človeštvu, smrti, niču in pristnosti, ga je množica asociirala z eksistencializmom. Vendar je kasneje začel zavračati takšno šabloniziranje. Po letu 1960 se je njegov vpliv na filozofijo razširil po celotni Evropi. 
Heidegger je umrl 26. maja 1976 v Freiburgu.

## Obdobje Biti in časa
Njegovo temeljno delo, »Bit in čas« (Sein und Zeit), je izšlo leta 1927.  Osnovni projekt knjige je Mišljenje Biti skozi človeško končnost (smrtnost). V »Biti in času« Heidegger prvič odpre teme, ki ga bodo zaposlovale čez celotno življenje: 
- pozabo Biti;[5]
- razmerje med mišljenjem in Bitjo;
- zgodovina metafizike;
- človekova končnost in iz smrtnosti izhajajoča vpetost v časovnost.

V obdobju »Biti in časa«, ki ga Heideggrovi raziskovalci pogosto imenujejo obdobje pred »obratom« (die Kehre), je Heidegger razumel svoj projekt branja zgodovine metafizike kot destrukcijo. Destrukcijo Heidegger opredeli zvajanje neke »zgodovinske postaje metafizike« na njeno tematizacijo Biti..
Tematizacija Biti se lahko po »Biti in času« izvršuje samo v tistem bivajočem, ki mu gre za Bit samo. To je človek, a vendarle ne človek, o katerem govori zgodnjemu Heideggru sodobna filozofska antropologija, tako kot tudi ne človek v smislu subjekta, novoveški človek, kot ga je opredelil Descartes. V »Biti in času« gre za človeka, v kolikor je smrten, v kolikor mu gre za lastno Bit in to dimenzijo človeškosti, ki jo Heidegger imenuje tubit, je metafizika vseskozi pustila neizprašano. Tubit je kot razumevajoča bitna možnost, ki ji je v taki biti do te kot do lastnine. Tisto Bit samo, s katero je lahko tubit – kot s svojo lastno bitjo – v takem ali drugačnem razmerju in s katero je vedno v nekem razmerju, imenujemo eksistenca. Razumevanje tubiti se more začeti pri njeni eksistenci vendar ne mora biti izpeljano iz kakega splošnega predhodnega bistva. Bitnih karakterjev tudi ni mogoče zajeti v kategorije (kot pri tubiti neprimerni biti) temveč z eksistenciali. 
Temeljno ustrojstvo tubiti je biti-v-svetu, v pomenu biti seznanjen z, biti navajen, občevati z, kar je zajeto v eksistencialu oskrbovanje. Pri tem način seznanjenosti s svetom zaznamuje predvsem občevanje z bivajočim, ki ga Heidegger poimenuje priprava. Ta je določena s svojo pri-ročnost-jo (da je vedno na voljo).
Drugi eksistencialni temeljni modus tubiti je razumevanje. Ta se nanaša na možnosti, ker ima na sebi značaj zasnutka. V razumevanju se tubit razpira njena lastna bitna zmožnost kot tudi celota namembnosti sveta. 
Govor pa je naposled pomenskostna razčlenitev počutne razumljivosti biti-v-svetu. Temeljna struktura tubuti je skrb kot enotnost eksistencialnosti (bitne zmožnosti), fakticitete (zasnovanosti) in zapadlosti (se-jevstva).
Tesnoba je za Heideggerja temeljno počutje, v katerem je tubit privedena pred sebe in svoje najslastnejše možnosti. 
Vest ne kliče nič določenega, temveč se tubit tako privaja pred svojo bitno možnost. 
V tej točki se srečujeta dva navidez ločena projekta »Biti in časa«. Prvi projekt, branje (destrukcija) zgodovine metafizike, ter drugi, analitika tubiti. Heidegger analizira eksistenciale (kar bi grobo ustrezalo kategorijam klasične metafizike) vesti, tesnobe, skrbi, pripravnosti iz vidika smrtnosti (torej, iz vidika razmerja do Biti), kar omogoča navezavo na zgodovino metafizike kot zgodovino mišljenja in pozabe Biti. 
Okoli »Biti in časa« so se razvnele mnoge kontroverze. Dejstvo je, da je bilo besedilo mišljeno le kot prvi del širše celote, ki mu bi naj sledil drugi del, ki se obrne k mišljenju časovnosti. Zadnja poglavja, kjer Heidegger problematizira zvajanje časa na prostor in sedanjost (vulgarna koncepcija časa), ki bi naj zaznamovalo vso mišljenje časa od Aristotela in Hegla do Bergsona, ponuja zgolj namige o tem, kako naj bi izgledal drugi del »Biti in časa«. Raziskovalci niso enotnega mnenja: nekateri trdijo, da je vplivna Heideggrova študija Kanta, »Kant in problem metafizike«, najboljši približek zgodnjega Heideggrovega mišljenja časa in časovnosti, drugi indici kažejo na besedilo »Uvod v metafiziko« in pozno predavanje »Čas in bit«.
Okoli leta 1930 je v Heideggerjevem mišljenju nastala sprememba, ki jo je sam označil kot obrat. Če je v Bit in času poskušal pojasniti vprašanje biti iz bitnega razumevanja tubiti, pa je zdaj biti sama ta, ki omogoča razumevanje biti na ta način, v katerem se razkriva. 
Eksistenca človeka pomeni zdaj nastanjenost v jasnini biti. Jasnino je treba tu razumeti v smislu jasniti, nekaj olajšati, nekaj sprostiti. Bit sama je jasnina, medtem ko je tisto, kar se v njej pojavlja, (razjasnjeno) bivajoče. Resnico bivajočega Heidegger zdaj pojmuje kot neskritost biti. K neskritosti pa spada tudi prikrivanje, v katerem se bivajoče v celoti odteguje. Bivajoče odpove s tem, ko ne vstopa v jasnino (meje našega spoznanja), potuhne se s tem, ko bivajoče prekriva bivajoče (zmota in prevara). 
Človek kot eksistenca je določen s tem, da se prepusti k nagovoru biti, da je odprt za neskritost jasnine same. Resnica biti je dogodek jasnine, ki nosi vse razjasnjeno bivajoče. 
Pristop k biti se razpira v govorici, kajti sebe jasneča je bit na poti h govorici. Govorica nastopa tukaj kot nekaj v pojavljanju, kar človek ne proizvaja poljubno, temveč v tem še zmeraj je in iz tega govori.  Človek mora govorici prisluhniti, da bi doumel, kaj mu govori. 
Bitni usodi naše dobe se Heidegger približuje z vprašanjem o bistvu tehnike. Tehnika je zgodovinsko določen način, v katerem se razkriva bit. S tem ne razpolaga človek, zato se zahtevi tehnike ne more upirati. 
Odzivi na »Bit in čas« so bili in so še kar dvoumni. »Bit in čas« naj bi bila tista knjiga, ki je v mišljenju odprla dvajseto stoletje: v njej lahko najdemo nastavke tako za Sartrov eksistencializem, Gadamerjevo rehabilitacijo hermenevtike, kot tudi izhodišče za poznejšo fenomenologijo (Levinas), postmodernizem in dekonstrukcijo (Derrida, Nancy). A nekatera druga branja »Biti in časa« trdijo, da Heidegger vsaj s tem delom ni presegel metafizike, in zdi se, da jih Heidegger s svojim obratom mišljenja Biti tako onkraj bivajočega kot tudi onkraj smrtne tubiti potrjuje. Že Heideggrov učitelj Husserl je denimo bral delo kot antropološki odmik od fenomenologije. »Bit in čas« je dvoumen tudi zaradi svojih političnih implikacij: posvetilo Husserlu (ki je bil judovskega porekla), ki je spremljalo prvih par izdaj »Bit in časa«, je Heidegger v obdobju nacizma umaknil.

## Po Biti in Času
Točko obrata zgodnjega Heideggra v poznega je nemogoče natančno locirati. Lahko rečemo, da so za poznega Heideggra značilni opustitev terminologije analitike tubiti, opustitev mišljenja biti in časovnosti iz horizonta smrtnosti tubiti ter obračanje k poetičnemu ter predsokratski misli. Predsokratiki Heraklit, Parmenid, Anaksimander ter pesniki Stephan Georg, Rainer Maria Rilke ter zlasti Friedrich Hölderlin postanejo Heideggrovi glavni sogovorniki. 
Med njegovimi sicer številnimi deli, zapisi in predavanji po Biti in času, so morda najbolj znana še:
- »Kant in problem metafizike« (1929),
- »Uvod v metafiziko« (1935, izdano 1953)[12],
- »Prispevki k filozofiji« (1936-38),
- »Vprašanje o tehniki« (1949),
- »Kaj se pravi misliti« (1954)[13]
- »Načelo zadostnega razloga« (1955-56),
- »Identiteta in diferenca« (1955-57)[14],
- »Na poti do govorice«(1959)[15].

## Umestitev Heideggrove filozofije
Kljub svoji navezanosti na fenomenologijo veljata Heidegger in njegova filozofija za temelj naslednjih filozofskih smeri: eksistencializem, dekonstruktivizem, hermenevtika in postmodernizem. Izven Evrope je preko japonskih  študentov, ki so študirali pri njem, vplival na Kjotsko zen budistično šolo druge generacije. Pri njem so se izpopolnjevali Kuki Šuzo, Miki Kijoši in Nišitani Keidži. Heidegger je ustvaril filozofijo, v kateri trdi, da narava človekovega obstoja vključuje njegovo aktivno delovanje v svetu. Poskušal je tudi preusmeriti zahodno filozofijo stran od metafizičnih in epistemoloških vprašanj in bolj poudarjati ontološka vprašanja, kot je recimo vprašanje »biti« oziroma najvišjega pomena obstoja. Vprašanje biti je namreč temeljno vprašanje, v katerem se suče mišljenje »zahodnega« sveta, njegovi začetki pa segajo že v čas Starih Grkov, predvsem Parmenida, ki se je prvi vprašal po biti in tudi opozoril na njeno sopripadnost z mišljenjem. Posledično se je izoblikovala ontološka diferenca med bitjo in bivajočim, ki se pozneje usodno vgradila v naše »zahodne« metafizične jezike. Ker pa je v 19. in predvsem v 20. stoletju postala bit ne-bistvena, je postalo ne-bistveno tudi mišljenje in s tem sama govorica. To se je zgodilo z Georgom Heglom, ki je mišljenje in bit ponesel v absolutno sopripadnost. Od začetka 19. stoletja dalje se filozofi niso več vpraševali po biti, bit je dokončno postala nekaj odvečnega, nekaj ne-bistvenega. Danes se filozofske debate, v veliki meri prav po zaslugi Heideggra, tako vedno bolj sučejo okoli problema, kako naj se rešimo iz tega »dogodja« (das Ereignis) ne-bistva biti, kako se naj torej rešimo iz prazne in totalizirajoče biti, ki nas je v 20. stoletju popeljala v najhujše strahote in katastrofe, povzročene prav od modernega človeka. Kako naj se današnje človeštvo sploh reši nove nevarnosti, v kateri smo se znašli. Nevarnost, ki se je pojavila kot »postavje« (das Gestell), kot sebe za(s)tirajoči izziv, ta nevarnost namreč ni nič bivajočega, je zgolj posledica »dogodja« (Ereignis). Je posledica stoletnega, pravzaprav tisočletnega raznosa, kot kroženja biti in bivajočega, šele tako smo namreč lahko prišli tudi do ne-bistva biti in celo ne-bistva govorice, ki temeljno določa človeka. Znašli smo se v veliki nevarnosti, ki pa se je človeštvo (še vedno) ne zaveda.
Heidegger danes velja za enega najvplivnejših in najpomembnejših filozofov 20. stoletja, ki presega pomen same filozofije, saj je vplival tudi na psihologijo, teologijo, literarno teorijo ter ostalo humanistiko, hkrati pa tudi za eno najbolj spornih oseb med filozofi. O njem kroži ogromno napačnih govoric, kot je na primer, da je Heidegger mislec oziroma filozof biti. Heidegger je mislec, ki je opozoril na ne-bistvo biti po dovršitvi metafizike. Misleci biti so po Heideggru vsi filozofi od starih Grkov pa do Hegla in Nietzscheja. V slednjem vidi Heidegger skrajno dovršitev metafizike, prestop njene notranje meje v mišljenju Biti kot volje do moči. Nietzsche je tako igral ključno vlogo v Heideggrovi ocene sodobnosti kot dobi prevladovanja tehnike (postavja) in njenega preboletja.

## Heidegger na Slovenskem
Eden izmed prvih mislecev, ki je v slovenski filozofski prostor uvedel Heideggrovo misel, je bil poleg Zagrebčana Vanje Sutlića in jugoslovanske filozofske skupine Praxis literarni teoretik Dušan Pirjevec. Filozofa Tine Hribar in Ivo Urbančič veljata za najpomembnejša predstavnika slovenske recepcije Heideggrove misli. Prvi je tematiziral zlasti problem ontološke diference, razlike med Bitjo in bivajočim, ki bi jo naj zgodovina metafizike zastrla. Paradigma te pozabe je Tomaž Akvinski, ki je izenačil bit z vrhovnim bivajočim, Bogom. V obdobju po osamosvojitvi je večina Hribarjevih filozofskih razmislekov posvečena svetosti življenja, pustiti Biti kot izstopom iz nasilja metafizike ter refleksiji slovenske zgodovine. Ivo Urbančič (tako kot deloma tudi Hribar) preučuje predvsem dvoumno razmerje med Heideggrom in Nietzschejem, filozofsko in tudi širše politično so odmevni njegovi razmisleki o sedanjosti v horizontu Heideggrovih pojmov tehnike ter Nietzschejevega Zaratustre. 
Dean Komel, naprepoznavnejši predstavnik srednje generacije slovenskih heideggerjancev, v svojem delu problematizira današnji status humanistike ter filozofije. Pomembne teme njegovega mišljenja so tudi sodobnost kot taka, govorica in hermenevtična razdelava evropske kulture skoz pojem vmesnosti. 
Heidegger je po zaslugi uveljavljenosti fenomenologije na oddelku za filozofije Filozofske fakultete v Ljubljani naletel na velik odziv tudi med mlajšimi slovenskimi filozofi. Jan Bednarik se ukvarja z italijansko recepcijo Heideggra (s šibko mislijo Giannija Vattima), Janko Lozar z razmerjem med Nietzschejem in Heideggrom ter afektivnostjo, Branko Klun s teološkimi navezavami na Heideggra.

### Dela objavljena med letoma 1910 in 1976
- Frühe Schriften (1912-16).
- Sein und Zeit (1927).
- Kant und das Problem der Metaphysik (1929).
- Erläuterungen zu Hölderlins Dichtung (1936-68).
- Holzwege (1935-46).
- Vol. I, Nietzsche I (1936-39).
- Vol. II, Nietzsche II (1939-46).
- Vorträge und Aufsätze (1936-53).
- Was heisst Denken? (1951-52
- Wegmarken (1919-58).
- Der Satz vom Grund (1955-56).
- Identität und Differenz (1955-57).
- Unterwegs zur Sprache (1950-59).
- Aus der Erfahrung des Denkens (1910-76).
- Zur Sache des Denkens (1962-64).
- Seminare (1951-73).
- Reden und andere Zeugnisse eines Lebensweges (1910-1976).

### Predavanja obljavljena med letoma 1919 in 1944
- Der Beginn der neuzeitlichen Philosophie (1923-1924).
- Aristoteles: Rhetorik (1924).
- Platon: Sophistes (1924-1925).
- Prolegomena zur Geschite des Zeitbegriffs (1925).
- Logik: Die frage nach der Wahrheit (1925-1926).
- Grundbegriffe der antiken Philosophie (1926).
- Geschichte der Philosophie von Thomas v. Aquin bis Kant (1926-1927).
- Die Grundprobleme der Phänomenologie (1927).
- Phänomenologie Interpretation von Kants Kritik der reinen Vernunft (1927-1928).
- Metaphysische Anfangsgründe der Logik im Ausgang von Leibniz (1928).
- Einleitung in die Philosophie (1928-1929).
- Der Deutsche Idealismus (Fichte, Hegel, Schelling) und die philosophische Problemlage der Gegenwart (1929).
- Die Grundbegriffe der Metaphysik: Welt-Endlichkeit-Einsamkeit (1929-1930).
- Vom Wesen der menschlichen Freiheit. Einleitung in die Philosophie (1930).
- Hegels Phänomenologie des Geistes (1930-1931).
- Aristoteles: Metaphysik IX (1931).
- Vom Wesen der Wahrheit. Zu Platons Höhlengleichnis und Theätet (1931-1932).
- Der Anfang der abendländischen Philosophie (Anaximander und Parmenides) ( 1932).
- Sein und Wahrheit (1933-1934).
- Logik als die Frage nach dem Wesen der Sprache (1934).
- Hölderlins Hymnen "Germanien" und "Der Rhein" (1935).
- Einführung in die Metaphysik (1935).
- Die Frage nach dem Ding. Zu Kants Lehre von den transzendentalen Grundsätzen. (1935-1936).
- Schelling: Vom Wesen der menschlichen Freiheit (1936).
- Nietzsche: Der Wille zur Macht als Kunst (1936-1937).
- Nietzsches Metaphysische Grundstellung im abendländischenDenken: Die ewige Wiederkehr des Gleichen (1937).
- Grundfragen der Philosophie. Ausgewählte "Probleme" der "Logik" (1937-1938).
- Nietzsches II. Unzeitgemässe Betrachtung (1938-1939).
- Nietzsches Lehre vom Willen zur Macht als Erkenntnis (1939).
- Nietzsche: Der europäische Nihilismus (1940).
- Die Metaphysik des deutschen Idealismus. Zur erneuten auslegung von Schelling: Philosophische untersuchungen ueber das *Wesen der menschlichen Freiheit und die damit zusammenhaengenden Gegenstaende (1941)
- Nietzsches Metaphysik (1941-2). Einleitung in die Philosopie - Denken und Dichten (1944-5).
- Grundbegriffe (1941).
- Hölderlins Hymne "Andenken" (1941-1942).
- Hölderlins Hymne "Der Ister" (1942).
- Parmenides (1942-1943).
- Heraklit. 1. Der Anfang des abendländischen Denkens (Heraklit). (1943); 2. Logik. Heraklits Lehre vom Logos (1944).
- Zur Bestimmung der Philosophie (1919).
- Grundprobleme der Phänomenologie (1919-1920).
- Phaenomenologie der Anschauung und des Ausdrucks. Theorie der philosophischen Begriffsbildung (1920).
- Phänomenologie des religiösen Lebens (1921).
- Phänomenologische Interpretationen zu Aristoteles: Einführung in die phänomeno-logische Forschung (1921-1922).
- Phänomenologische Interpretationen ausgewählter Abhandlungen des Aristoteles zur Ontologie und Logik. (1922).
- Ontologie: Hermeneutik der Faktizität (1923).

### Dela prevedena v slovenščino
- Izbrane razprave, (Misel in čas). Ljubljana: Cankarjeva založba, 1967. (COBISS)
- Evropski nihilizem, (Misel in čas). Ljubljana: Cankarjeva založba, 1971. (COBISS)
- Samopotrjevanje nemške univerze. Tribuna,1973. (COBISS)
- O vprašanju biti, (Znamenja, 102). Maribor: Obzorja, 1989.  (COBISS)
- Platonov nauk o resnici, (Phainomena, 2). Ljubljana: Fenomenološko društvo, 1991. (COBISS)
- Kantova teza o biti, (Znamenja, 116). Maribor: Obzorja, 1993. (COBISS)
- Konec filozofije in naloga mišljenja, (Phainomena, 13, 14). Ljubljana: Fenomenološko društvo, 1995.(COBISS)
- KOMEL, Dean (prevajalec, urednik). Na poti do govorice, (Filozofska knjižnica, zv. 40). Ljubljana: Slovenska matica, 1995. (COBISS)
- O vprašanju določitve stvari mišljenja. Phainomena, 1995. (COBISS)
- Uvod v metafiziko, (Filozofska knjižnica, zv. 39). Ljubljana: Slovenska matica, 1995. (COOBIS)
- Seminarji iz Zollikona: (odlomki). Apokalipsa, 2001. (COBISS)
- Spokojnost : predavanje. Koper: Hyperion, 2001. (COBISS)
- Predavanja in sestavki, (Filozofska knjižnica, zv. 46). Ljubljana: Slovenska matica, 2003. (COBISS)
- Pogovori s poljske poti : (1944/45), Ljubljana: Društvo Apokalipsa, 2004. (COBISS)
- Bit in čas. Ljubljana: Slovenska matica, 2005. (COBISS)
- Umetnost in prostor. Filozofski vestnik, 2006. (COBISS)
- Bistvo biti kot biti. Kako pa bogovi?. Bit kot bit, bivajoče in bogovi. Ljubljana: Nova revija, april. 2007. (COBISS)
- Izkušnje mišljenja. Ljubljana: Nova revija, jul.-avg.-sep. 2010. (COBISS)
- Zgodovina biti, (Zbirka Phainomena, 28). Ljubljana: Nova revija, 2010. (COBISS)

1. 1 2  data.bnf.fr: platforma za odprte podatke — 2011.
2. 1 2 3  Record #118547798 // Gemeinsame Normdatei — 2012—2016.
3. ↑  Хайдеггер Мартин // Большая советская энциклопедия: [в 30 т.] — 3-е изд. — Moskva: Советская энциклопедия, 1969.
4. ↑  Kar je bilo glede na Nürenberške zakone sprejete leta 1935 enako slabo.
5. ↑  Velika začetnica pri Biti ne pomeni uvajanja mističnega doživetja biti, pač pa je zgolj didaktični pripomoček s poudarjanjem besede, ki v sebi nosi velik ontološki naboj, da izstopi iz ostalega besedila.
6. ↑  Bit in čas, § 6.
7. ↑  Jacques Derrida, vplivni francoski mislec druge polovice dvajsetega stoletja, je v svoj teoretski okvir prevedel ta termin kot dekonstrukcija.
8. ↑  Bit in čas, § 19.
9. ↑  nem. Dasein, dobesedno tu-biti, tudi eksistenca
10. ↑  § 28.
11. ↑  Kant und das Problem der Metaphysik (COBISS)
12. ↑  Uvod v metafiziko (COBISS)
13. ↑  Kaj se pravi misliti. V reviji Phainomena - ISSN 1318-3362. - 7, #št. #23/24 (1998), str. 61-73
14. ↑  Identiteta in diferenca (COBISS)
15. ↑  Na poti do govorice (COBISS)
16. ↑  Parmenidova pesnitev O naravi, fragment 28 B 3